# Gymnoscelis tyloceia
Gymnoscelis tylocera là một loài bướm đêm trong họ Geometridae.